# Коняво
Коняво (болг. Коняво) — село в Болгарии. Находится в Кюстендилской области, входит в общину Кюстендил. Население составляет 809 человек.

## Политическая ситуация
В местном кметстве Коняво, в состав которого входит Коняво, должность кмета (старосты) исполняет Марияна Димитрова Александрова (Болгарская социалистическая партия (БСП)) по результатам выборов правления кметства.
Кмет (мэр) общины Кюстендил — Петыр Георгиев Паунов (коалиция в составе 3 партий: Демократы за сильную Болгарию (ДСБ), Союз демократических сил (СДС), партия АТАКА) по результатам выборов в правление общины.